# منصف بوجة
منصف بوجة هو لاعب بارالمبي من المغرب. فاز بالميدالية الذهبية في سباق 400 متر للرجال T12 في دورة الألعاب البارالمبية الصيفية 2024 المقامة في باريس .   
الانجازات
- الذهبية، في سباق 400 متر لفئة (ت 12) عام 2024 في باريس[4][5]
- الفضية، في سباق 1500 متر لفئة (ت 13) عام 2024 في باريس